# Dáka

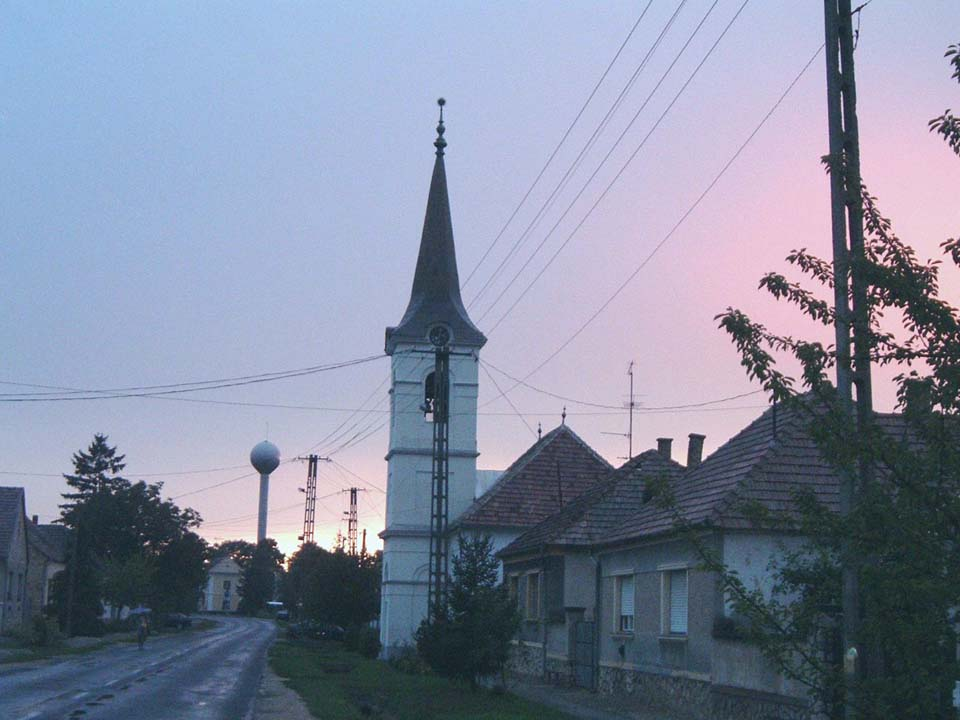
Hlavní ulice v Dáce

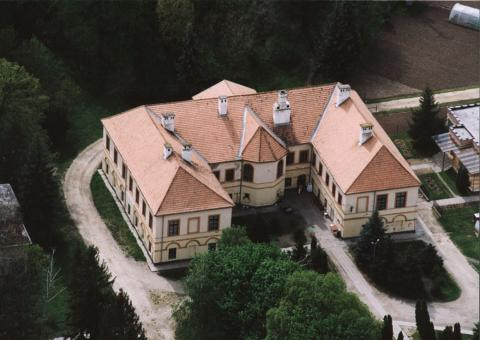
Zámek Batthyány-kastély

Dáka je vesnice v Maďarsku v župě Veszprém, spadající pod okres Pápa. Vesnice se nachází asi 3 km jihozápadně od Pápy. V roce 2015 zde žilo 639 obyvatel, z nichž většinu tvoří Maďaři.
Kromě hlavní části k vesnici připadá ještě malá část Kispodárpuszta.
Vesnice leží na silnici 8403. Je silničně spojena se sídly Nagyalásony, Nóráp, Nyárád, Pápadereske a Pápasalamon. Je též spojena s vesnicí Kéttornyúlak, ta je však považována za součást Pápy.
U Dáky se nachází letiště a rybník Kispodárpusztai-víztarózó. V Dáce se nachází zámek Batthyány-kastély a dva kostely.